# Diocèse de Paranaguá

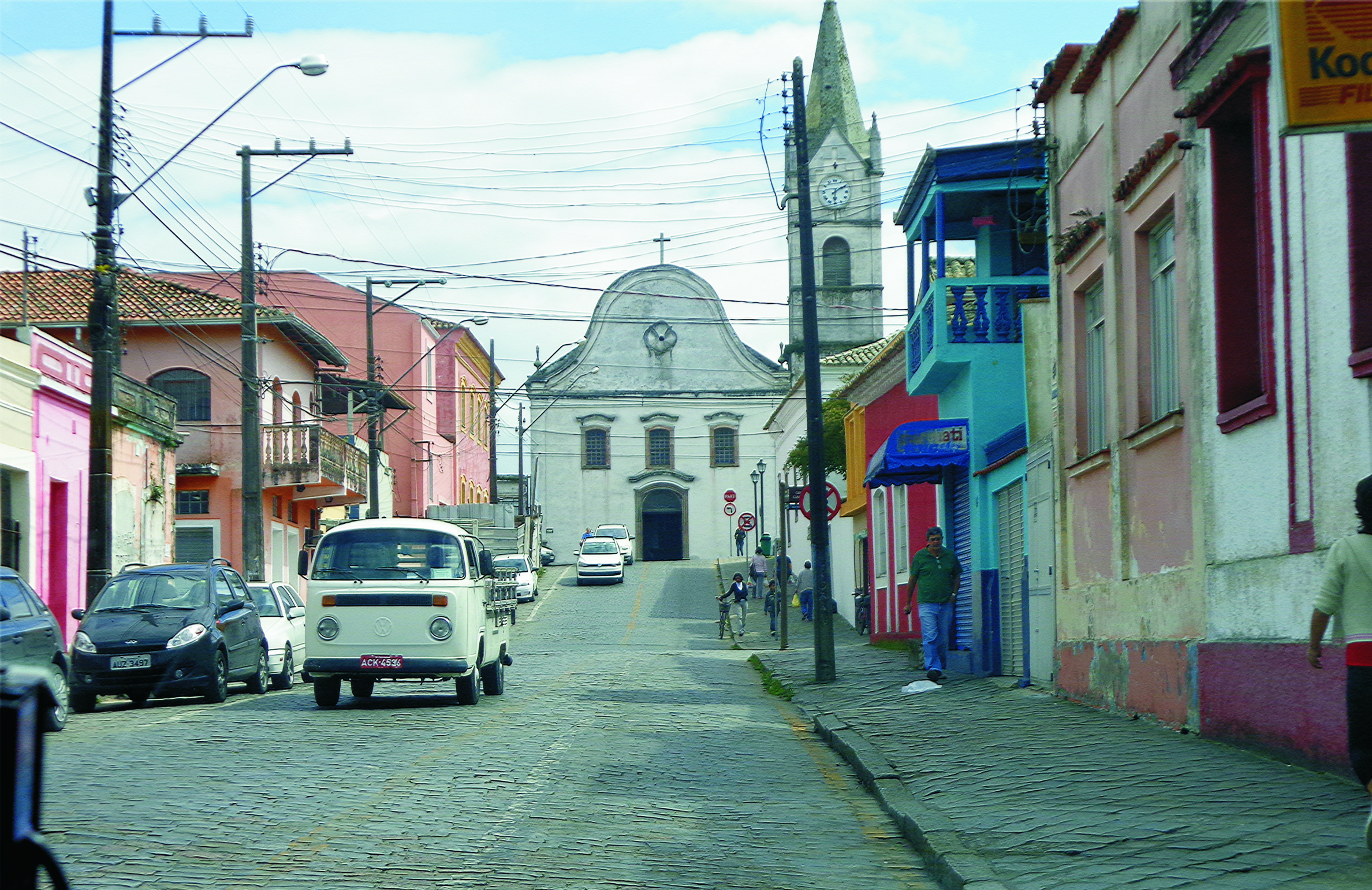
Cathédrale Notre-Dame du Rosaire

Le diocèse de Paranaguá (en latin, Dioecesis Paranaguensis) est une circonscription ecclésiastique de l'Église catholique au Brésil.
Son siège se situe dans la ville de Paranaguá, dans l'État du Paraná. Créé en 1962, il est suffragant de l'archidiocèse de Curitiba et s'étend sur 12 992 km2.
Depuis août 2025, son évêque est Paulo Alves Romão (pt).